# مروان المتني
مروان المتني صحافي لبناني متميز ساهم في تطوير مفهوم البرامج الحوارية والسياسية في العالم العربي من خلال إشرافه على مجموعة برامج سبَّاقة في قناة إل بي سي أبرزها برنامج الحدث،
برنامج عيشوا معنا -وهو أول برنامج حواري سعودي على قناة فضائية خاصة-، كما ساهمت أخبار إل بي سي تحت إشرافه بحدوث مجموعة تغييرات واختراقات في الخليج والسعودية خصوصًا.
استقال مروان المتني من إل بي سي في تشرين الأول أكتوبر 2009 احتجاجًا على مجموعة ممارسات إدارية.
بعد استقالته من إل بي سي إثر 14 عامًا قضاها فيها مسؤولاً عن برامج ونشرات أخبار، أنشأ مجموعة استشارية تطور عددًا من الشاشات العربية وتساهم في إنشاء شاشات جديدة
ينتمي مروان المتني إلى عائلة صحافية عريقة في لبنان، فقد أصدر الصحافي نسيب المتني وشقيقه توفيق جريدة الطيار وجريدة التلغراف في خمسينات القرن الماضي وأدى اغتيال نسيب المتني إلى اندلاع أحداث في لبنان عرفت ب ثورة 58، وابن شقيقه نسيب عزيز المتني رأس تحرير الأنباء بين عامي 1958 و 1975.
المتني متزوج من الإعلامية اللبنانية شدا عمر، ولديه طفل واحد هو عزيز المتني.